# Beta-Lyrae-Stern
Als Beta-Lyrae-Sterne (GCVS-Systematikkürzel: EB) wird eine Gruppe von bedeckungsveränderlichen Sternen bezeichnet, deren Lichtkurve sich kontinuierlich ändert und dessen Haupt- sowie Nebenminima unterschiedlich tief sind. Die kontinuierliche Änderung der Helligkeit ist eine Folge des geringen Abstands in dem engen Doppelsternsystem, bei dem Gezeitenkräfte die Sterne verformen.
Die Einteilung nach der Form der Lichtkurve hat den Nachteil, dass es sich nicht um eine Klassifizierung anhand physikalischer Eigenschaften handelt und im Falle von Beta-Lyrae-Sternen auch noch eine Abhängigkeit von der Messgenauigkeit besteht. Bevorzugt werden Bedeckungsveränderliche anhand der Geometrie der Roche-Grenze in getrennte, halbgetrennte und Kontakt-Systeme unterteilt. Die Beta-Lyrae-Sterne können zu allen drei Typen gehören.
Bei EBs gibt es eine Abhängigkeit zwischen dem Alter und der Periode des Bahnumlaufs. Demnach nimmt in Sternhaufen die mittlere Periode von 2 Tagen im Alter von einigen 10 Millionen Jahren auf unter 0,5 Tage im Alter von 10 Milliarden Jahren ab. Die Ursache ist nicht bekannt und die W-Ursae-Majoris-Kontaktsysteme zeigen eine entsprechende Entwicklung nicht. Der ehemalige Beta-Lyrae-Stern V1309 Sco hat sich in einer Sternverschmelzung zu einer Leuchtkräftigen Roten Nova entwickelt und daher scheinen EBs Drehmoment zu verlieren.

## Vorkommen in Sternkatalogen
Der General Catalogue of Variable Stars listet aktuell etwa 1500 Sterne mit dem Kürzel EB, womit 3 % aller Sterne in diesem Katalog zur Klasse der Beta-Lyrae-Sterne gezählt werden.

## Beispiele
- Beta Lyrae (Prototyp)
- Gamma Phoenicis